# دختر جسی
«دختر جسی» تک‌آهنگی از هنرمند اهل ایالات متحده آمریکا ریک اسپرینگفیلد است که در سال ۱۹۸۱ میلادی منتشر شد. این تک‌آهنگ در آلبوم سگ طبقه کارگر قرار داشت.
این تک‌آهنگ در چارت‌های جزو ده ترانه اول قرار گرفت.